# Lepthyphantes phallifer
Lepthyphantes phallifer este o specie de păianjeni din genul Lepthyphantes, familia Linyphiidae, descrisă de Fage, 1931.
Este endemică în Spania. Conform Catalogue of Life specia Lepthyphantes phallifer nu are subspecii cunoscute.